# Henry Fuller Howden
Henry Fuller Howden (Baltimore, 19 augustus 1925 - 21 mei 2014) was een Amerikaans entomoloog.
Henry Fuller Howden werd geboren in Baltimore, Maryland in de Verenigde Staten, in 1925. Hij studeerde aan de Universiteit van Maryland en behaalde zijn Masters graad in 1949. In hetzelfde jaar trouwde hij met Anne Thompson (Ann Thompson), die een bekend snuitkever- (Curculionoidea) specialist werd. Hij promoveerde, in 1953, aan de Universiteit van North Carolina. Hij werkte 30 jaar lang aan de Carleton University in Ottawa en verhuisde later naar Victoria, British Columbia, Canada. Hij had een brede interesse in taxonomie, ecologie, biologie, biogeografie, en de evolutie van Scarabaeoidea (mestkeverachtigen). Howden publiceerde meer dan 170 artikelen en hoofdstukken in boeken en werkte samen met 43 co-auteurs. Hij was lid van de Academie van Wetenschappen van Maryland, de Canadese en de Amerikaanse Vereniging voor Entomologie en was erelid van het Instituut voor Ecologie in Xalapa, Mexico. Zijn collectie paleontologische artefacten zijn geschonken aan het museum in Maryland en zijn kevercollecties bevinden zich in het Canadian Museum of Nature.
- Bibsys: 4107733
- Gemeinsame Normdatei: 1018979972
- International Standard Name Identifier: 0000 0000 2346 9902
- Library of Congress Control Number: n84098125
- Nationale Bibliotheek van Israël: 987007442212805171
- Nederlandse Thesaurus van Auteursnamen: 298785285
- Virtual International Authority File: 60483035
- WorldCat: E39PBJfX39RBcF7jjcbDqVQg8C